# Tullimonstrum
Tullimonstrum là một chi động vật đối xứng hai bên tuyệt chủng từng sống ở những vùng nước cửa sông nông lắm bùn ven biển nhiệt đới, vào thế Pennsylvania. T. gregarium là loài duy nhất hiện được ghi nhận. Những vết tích của Tullimonstrum chỉ có mặt ở tầng hóa thạch Mazon Creek ở Illinois, Hoa Kỳ. Đây là một sinh vật đặc biệt khó phân loại và đã (tùy vào học giả) từng được cho là liên quan tới động vật thân mềm, động vật chân khớp, động vật có xương sống hay giun.

## Mô tả

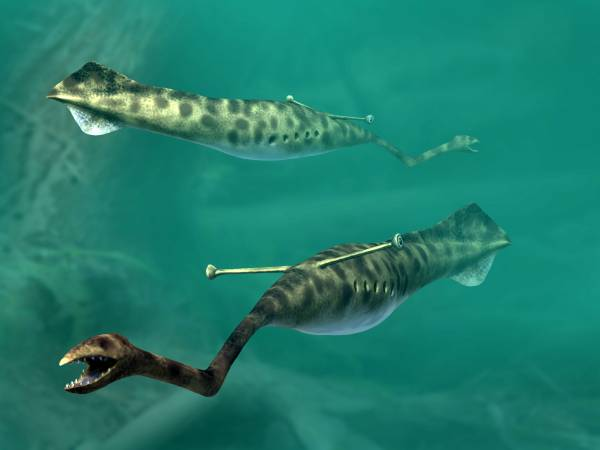
Hình phục dựng T. gregarium như một động vật có xương sống, dựa trên nghiên cứu của McCoy et al. 2016

Tullimonstrum có lẽ đạt chiều dài đến 35 xentimét (14 in); cá thể nhỏ nhất dài chừng 8 cm (3,1 in).
Tullimonstrum có một cặp vây bụng nằm dọc đoạn cuối cơ thể và thường có một cái "vòi" dài có đến tám chiếc răng nhọn trên mỗi "hàm", mà có lẽ nó dùng để dò tìm sinh vật nhỏ hay mảnh vụn ăn được dưới đáy bùn. Tullimonstrum là một phần của một quần sinh thái đại diện bởi những sinh vật cơ thể mềm ở tầng hóa thạch Mazon Creek thuộc quận Grundy, Illinois.
Sự thiếu vắng phần cứng trong hóa thạch cho thấy rằng sinh vật này không có cơ quan tạo nên từ xương, kitin hay calci cacbonat. Dấu vết của nội quan bên trong còn được lưu giữ trong hóa thạch. Tullimonstrum có những cấu trúc mà có thể được nhìn nhận là mang, và có lẽ cả một dây sống hoặc tủy sống nguyên thủy.

## Lịch sử nghiên cứu

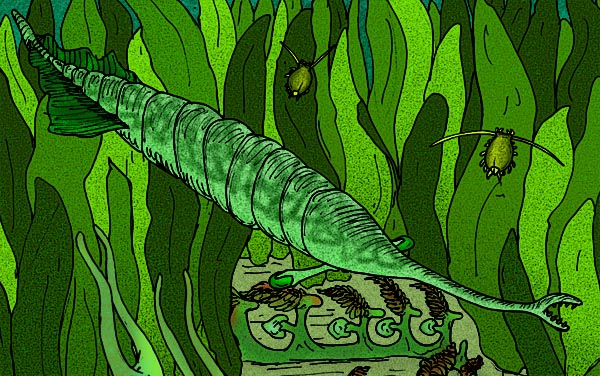
Tranh phục dựng T. gregarium như một động vật không xương sống

Nhà sưu tập nghiệp dư Francis Tully đã tìm ra những hóa thạch đầu tiên năm 1955 trong một tầng hóa thạch tên Mazon Creek. Ông đưa hóa thạch của sinh vật lạ này đến Bảo tàng Khoa học Tự nhiên Field, song các nhà cổ sinh học cũng chẳng rõ Tullimonstrum thuộc ngành động vật nào. Sinh vật trong các mẫu hóa thạch này sau đó được đặt tên Tullimonstrum gregarium, trong đó, tên chi Tullimonstrum được đặt ra để vinh danh Tully, còn tên loài, gregarium, có nghĩa là "thông thường". Từ monstrum ("quái vật") chỉ bề ngoài kì lạ và cơ thể dị thường của chúng.
Sinh vật này vẫn là một khúc mắc trong giới phân loại học, và từng được cho là liên quan đến giun, động vật thân mềm, động vật chân khớp, conodonta, hay động vật có xương sống. Các học giả cũng đã ghi nhận những tương đồng giữa Tullimonstrum với hóa thạch cùng thời kỳ. Chen và đồng nghiệp chỉ ra sự tương đồng với Vetustovermis planus. Những người khác lại chỉ ra nét giống nhau giữa Tullimonstrum và Opabinia regalis, dù Cave và đồng nghiệp cho rằng hình thái học giữa chúng quá khác biệt để có quan hệ gần.

## Cổ sinh vật học
Tullimonstrum có lẽ là một loài ăn thịt bơi sống tự do ở vùng nước biển mở, và thỉnh thoảng bị dạt vào vùng gần bờ nơi nó được bảo tồn.